# Морган, Глен
Глен Морган (англ. Glen Morgan) — американский продюсер, сценарист и режиссёр кино и телевидения.

## Биография
Морган родился в Сиракьюсе (штат Нью-Йорк) и переехал в Эль-Кахон, Калифорния, в 14 лет. Во время учёбы в средней школе Эль-Кахон он познакомился с Джеймсом Вонгом, который станет его другом и профессиональным партнёром. Оба поступили в университет Лойола Мэримаунт, окончив школу кино и телевидения в 1983 году. По окончании учёбы они стали работать сценаристами. Морган сначала не хотел работать на телевидении, но принял предложение сыграть в сериале «Джамп стрит, 21». За эту роль он получил постоянную работу в Stephen J. Cannell Productions. Когда Морган собирался покинуть компанию в 1992 году, его бывший босс в Cannell, Питер Рот, пригласил его работать на шоу «Секретные материалы». Морган и Вонг создал сериал «Космос: Далёкие уголки» и получили должности шоураннеров «Тысячелетия». Оба в конечном счёте перешли к фильмам: серия «Пункт назначения», «Противостояние», ремейк «Уилларда» 2003 года и ремейк «Чёрного Рождества» 2006 года. Затем они начали работать отдельно.
В мае 2007 года, The Hollywood Reporter сообщил, что Морган присоединился к съёмочной группе сериала NBC «Биобаба» в качестве исполнительного продюсера, однако Variety сообщил в сентябре 2007 года, что Морган покинул шоу из-за "творческих разногласий".
Морган работал исполнительным продюсером «Башни познания» на Cartoon Network вместе с Полом Дини. Морган также является сценаристом и исполнительным продюсером сериала «Злоумышленники», премьера которого состоялась на BBC America 23 августа 2014 года.

## Личная жизнь
Морган женат с 1988 года на актрисе Кристен Клоук, с которой он встречался во время работы над сериалом «Космос: Далёкие уголки». В то время Морган разводился со своей первой женой, Синди, с которой у него дочь. Клоук появилась в нескольких из его проектов, включая «Тысячелетие», «Уиллард», «Пункт назначения», «Секретные материалы» и «Чёрное Рождество». У них четверо детей.
Он старший брат своего партнёра-сценариста по «Секретным материалам» Дэрина Моргана.